# Agelescape gideoni
Agelescape gideoni är en spindelart som beskrevs av Levy 1996. Agelescape gideoni ingår i släktet Agelescape och familjen trattspindlar. Inga underarter finns listade i Catalogue of Life.